# Механік: Воскресіння
«Механік: Воскресіння» (англ. Mechanic: Resurrection) — американський кримінальний бойовик режисера Денніса Ґанзеля, що вийшов 2016 року. Стрічка є продовженням фільму «Механік» (2011). У головних ролях Джейсон Стейтем, Джессіка Альба, Томмі Лі Джонс.
Вперше фільм продемонстрували 25 серпня 2016 року у низці країн світу, і в тому числі у широкому кінопрокаті в Україні.
Артур Бішоп зробив усе, щоб покінчити зі своїм темним минулим, проте він знову вимушений здійснити три вбивства, що виглядатимуть як нещасні випадки.

## Сюжет
Артур Бішоп тихо живе в Ріо-де-Жанейро під ім'ям Сантос. До нього звертається кур'єр Рене Тран, яка знає його справжню особу. Її роботодавець хоче, щоб Бішоп убив трьох людей, інсценувавши їхню смерть як нещасний випадок. Бішоп відмовляється й тікає до Таїланду. Він знаходить прихисток у своєї подруги Мей і дізнається, що Рене працює на торговця зброєю Рію Крейна.
Через деякий час до Мей приходить по ліки побита жінка, Джина Торн. Її на човні б’є чоловік, і Мей просить Бішопа врятувати її. Той неохоче встряє в бійку з чоловіком і випадково вбиває його. Бішоп знаходить своє фото в телефоні Джини, а потім підпалює човен, щоб замести сліди. Мей лікує Джину. Бішоп дізнається від Джини, що Крейн примусив її ввійти до нього в довіру, і передбачає, що наступним кроком стане її викрадення задля маніпулювання ним. Тож вони вдають закохану пару, щоби збоку виглядало, наче все йде за планом Крейна. Бішоп і Джина діляться одне з одним важкими деталями особистого життя, зближуються і проводять ніч разом. Він також розповідає, що Крейн — у минулому його бойовий товариш, який винить Бішопа в тому, що через нього той мав важку долю, і тепер мститься. Бішоп планує відправити дівчину з острова й убити лише Крейна, не виконуючи його завдань, але не встигає. Джину викрадають найманці Крейна й вимагають в обмін на неї, щоб Бішоп скоїв три вбивства, які виглядали б нещасними випадками.
Перша ціль — воєнний командир на ім'я Крілл, якого утримують у в'язниці в Малайзії. Бішоп під виглядом злочинця потрапляє до в'язниці, пронісши з собою отруту в цигарках. Він завойовує довіру Крілла, вбивши його особистого ворога. Потім Бішоп отруює Крілла й тікає, підірвавши стіну схованим у жувальних гумках пластидом.
Друга ціль — мільярдер із Сіднея, Адріан Кук, колишній торговець неповнолітніми секс-працівниками. Бішоп під виглядом мийника вікон проникає в хмарочос, на верхівці якого міститься скляний басейн. Він вмонтовує до басейну капсулу, що розколює скло в потрібний момент, і Кук, упавши з хмарочоса, розбивається на смерть.
Під час відеодзвінка Джина підказує Бішопу, де її тримають. Він знаходить їх яхту, але в нерівній бійні програє найманцям, і Крілл відпускає його для виконання третього завдання.
Остаточна ціль — Макс Адамс, американський торговець зброєю у Варні, Болгарія. Плануючи вбивство, Бішоп розуміє, що всі цілі були конкурентами Крейна. Він попереджає Адамса, і вони розробляють спільний план. Сфальсифікувавши смерть Адамса, Бішоп доповідає про свій успіх Крейну. Коли його найманці прибувають, щоб переконатися на власні очі, Бішоп знищує їх і прямує до яхти Крейна, яка плаває неподалік. Він убиває решту найманців, визволяє Джину й саджає її в рятувальну капсулу, а Крейна приковує ланцюгом до яхти, після чого підривається закладена на борту вибухівка. Оскільки втекти не лишається часу, Бішоп, здається, гине разом із Крейном.
Джина повертається до Камбоджі, де працює у притулку, листується з Мей і згодом бачить живого Бішопа. Адамс знаходить відео, на якому видно, що Бішоп вижив, сховавшись в імпровізованому водолазному дзвоні. Але з вдячності за порятунок, Адамс знищує відео.

## У ролях
| Актор           | Персонаж     | Роль             |
| --------------- | ------------ | ---------------- |
| Джейсон Стейтем | Артур Бішоп  | найманий вбивця  |
| Джессіка Альба  | Джина Торн   | підлегла Крейна  |
| Томмі Лі Джонс  | Макс Адамс   | торговець зброєю |
| Мішель Єо       | Мей          | подруга Артура   |
| Сем Гезельдін   | Ріа Крейн    | роботодавець Мей |
| Рата Фонґем     | кур'єр       |                  |
| Наталі Берн     | репортер BBC |                  |

## Створення фільму

### Знімальна група
- Кінорежисер — Денніс Ґанзель
- Сценаристи — Філіп Шелбі і Тоні Мошер
- Кінопродюсери — Вільям Чартофф, Роберт Ерл, Джон Томпсон, Девід Вінклер
- Виконавчі продюсери — Стів Чесмен, Боаз Девідсон, Френк Де'Мартіні, Марк Ґілл, Аві Лернер, Браян Преслі, Тревор Шорт
- Композитор — Марк Ішем
- Кінооператор — Деніель Ґотшальк
- Кіномонтаж — Улі Крістен, Майкл Дж Даті, Тодд Е. Міллер
- Підбір акторів — Равіпорн Срімонджу, Маріанн Станічева
- Художник-постановник — Себастіан Т. Кравінкель, Антонелло Рубіно
- Артдиректори — Аарон Хей, Патрік Герцберґ та інші
- Художник по костюмах — Прійянан Суваннатда[7].

### Виробництво
Знімання фільму розпочали 4 листопада 2014 року у Бангкоку, Таїланд. Спочатку, у листопаді 2014 року, компанія «Lionsgate» запланувала вихід фільму у США на 22 січня 2016 року, проте згодом вихід був зміщений на 15 квітня, а на початку серпня 2015 року остаточна дата виходу стрічки була встановлена на 26 серпня 2016 року.

## Сприйняття

### Оцінки і критика
Фільм отримав погані відгуки: Rotten Tomatoes дав оцінку 23 % на основі 39 відгуків від критиків (середня оцінка 4,1/10) і 46 % від глядачів зі середньою оцінкою 3,1/5 (22 366 голосів). Загалом на сайті фільми має поганий рейтинг, фільму зарахований «гнилий помідор» від кінокритиків і «розсипаний попкорн» від глядачів, Metacritic — 38/100 (15 відгуків критиків) і 5,4/10 від глядачів (35 голосів). Загалом на цьому ресурсі від критиків фільм отримав погані відгуки, а від глядачів — змішані, IGN — 5,0/10 (поганий), Internet Movie Database — 5,9/10 (9 106 голосів).

### Касові збори
Під час прем'єрного показу у США, що розпочався 26 серпня 2016 року, протягом першого тижня фільм показали у 2 258 кінотеатрах він і зібрав 7 456 525 $, що на той час дозволило йому зайняти 5 місце серед усіх прем'єр. Станом на 21 вересня 2016 року показ фільму триває 27 днів (3,9 тижня), зібравши у прокаті у США 20 387 780 доларів США, а у решті світу 35 687 808 $ (за іншими даними 29 200 000), тобто загалом 56 075 588 доларів США (за іншими даними 49 587 780) при бюджеті 40 млн доларів США.

### Виноски
1. 1 2  Mechanic: Resurrection: Release Info (англ.). Internet Movie Database. Архів оригіналу за 4 серпня 2016. Процитовано 10 серпня 2016.
2. 1 2  Механік: Воскресіння. Kino-teatr.ua. Архів оригіналу за 29 серпня 2016. Процитовано 10 серпня 2016.
3. 1 2  Jochen Kürten (24 серпня 2016). 'Mechanic: Resurrection': German filmmakers take on Hollywood (англ.). Deutsche Welle. Архів оригіналу за 25 серпня 2016. Процитовано 26 серпня 2016.
4. 1 2 3 4  Mechanic: Resurrection (англ.). Box Office Mojo. Архів оригіналу за 23 лютого 2017. Процитовано 23 вересня 2016.
5. 1 2 3 4  Mechanic: Resurrection (2016) (англ.). The Numbers. Архів оригіналу за 24 червня 2019. Процитовано 23 вересня 2016.
6. ↑  Mechanic: Resurrection (2016) (англ.). AllMovie. Архів оригіналу за 18 серпня 2016. Процитовано 10 серпня 2016.
7. ↑  Mechanic: Resurrection: Full Cast & Crew (англ.). Internet Movie Database. Архів оригіналу за 28 серпня 2016. Процитовано 10 серпня 2016.
8. ↑  Dave McNary (4 листопада 2014). AFM: Jason Statham’s ‘Mechanic: Resurrection’ Set for Jan. 22, 2016 (англ.). Variety. Архів оригіналу за 28 жовтня 2020. Процитовано 10 серпня 2016.
9. ↑  The Deadline Team (7 листопада 2014). Lionsgate Dates ‘Criminal’ For Summer; ‘Mechanic’ Sequel Set For 2016, Adds Tommy Lee Jones & Jessica Alba (англ.). Deadline.com. Архів оригіналу за 20 червня 2018. Процитовано 18 серпня 2016.
10. ↑  Anita Busch (3 серпня 2015). ‘Criminal’, ‘Dirty Grandpa’ & ‘Mechanic: Resurrection’ Get New Release Dates (англ.). Deadline.com. Архів оригіналу за 12 грудня 2015. Процитовано 18 серпня 2016.
11. ↑  Mechanic: Resurrection (англ.). Rotten Tomatoes. Архів оригіналу за 4 лютого 2020. Процитовано 23 вересня 2016.
12. ↑  Mechanic: Resurrection (англ.). Metacritic. Архів оригіналу за 24 березня 2019. Процитовано 23 вересня 2016.
13. ↑  Simon Thompson (25 серпня 2016). Mechanic: Resurrection review (англ.). IGN.com. Архів оригіналу за 26 серпня 2016. Процитовано 26 серпня 2016.
14. ↑  Mechanic: Resurrection (англ.). Internet Movie Database. Архів оригіналу за 23 вересня 2016. Процитовано 23 вересня 2016.